# Palacio de la Mosquera

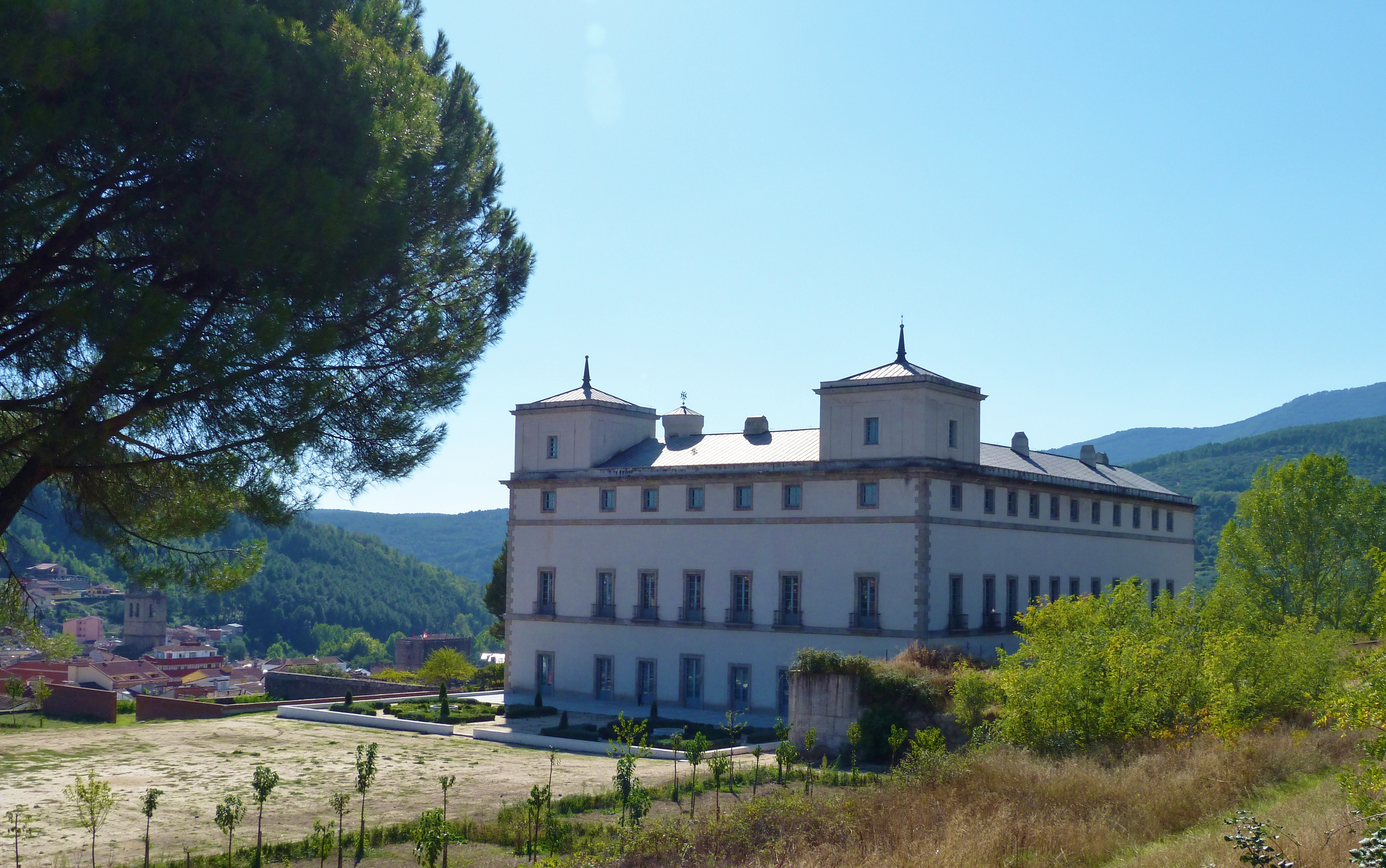
Palacio de la Mosquera

Der gegen Ende des 18. Jahrhunderts geplante und erbaute Palacio de la Mosquera (manchmal auch als Palacio del Infante don Luis bezeichnet) war der letzte Wohnsitz des Prinzen Luis de Borbón y Farnesio, des jüngsten Bruders des spanischen Königs Karl III. Seit dem Jahr 2010 ist er als ‚Nationales Kulturgut‘ (Bien de Interés Cultural) anerkannt.

## Lage
Der Palast liegt auf dem kleinen Mosquera-Hügel am Ortsrand der Kleinstadt Arenas de San Pedro in der Provinz Ávila. Das Gebiet gehört zu den südlichen Ausläufern der Sierra de Gredos und eignete sich wegen seiner Höhenlage (510 Meter ü. d. M.) und der umgebenden Wälder, die zusammen mit den Bergen im Hinterland für stets frische Luft sorgten, gut als Wohnsitz.

## Geschichte
Da für Luis de Bourbón als jüngstem Sohn Philipps V. keinerlei Thronaussichten bestanden, wählte seine Familie für ihn eine kirchliche Karriere – so wurde er im Alter von acht Jahren 1735 von Papst Clemens XII. zum Kardinal der Römisch-katholischen Kirche und Erzbischof von Toledo ernannt. Sechs Jahre später (1741) erhielt er zudem das Amt des Erzbischofs von Sevilla. Da er jedoch keine großen Neigungen zu kirchlichen Dingen verspürte und mehr an Kunst, Musik und Tanz sowie an der Jagd und am Fechten interessiert war, verzichtete er auf seine kirchlichen Würden und Einkünfte. Im Jahre 1761 erwarb er von der Marquesa de Mirabal für knapp 1,2 Millionen Reales – einer Summe, die in etwa seinen früheren Einkünften als Erzbischof von Toledo entsprach – die Stadt Boadilla del Monte und weitere Ländereien in ihrem Umland. Gleichzeitig erwarb er von seinem Bruder Felipe die benachbarte Grafschaft Chinchón. Kurze Zeit später beauftragte er den Architekten Ventura Rodríguez mit dem Bau eines Palastes, der mit seiner nur wenig gegliederten langgestreckten Fassade sowie mit seinem weitgehenden Verzicht auf barocke Ornamentzier als ein später Nachzügler des Escorial angesehen werden muss.
Nach seiner nicht standesgemäßen Liebesheirat mit der erst 18-jährigen María Teresa de Vallabriga im Jahre 1776 zog der alternde Luis de Borbón jedoch einen angemessenen Wohnsitz am Fuß der Berge vor. Er beauftragte Ventura Rodríguez erneut – diesmal allerdings bei Arenas de San Pedro in der Provinz Ávila – einen Palast zu planen und zu bauen – so entstand der Palacio de la Mosquera, wo seine Frau ihm noch drei Kinder gebar. Wie bereits in Boadilla, so empfing Luis de Borbón in seinen letzten Lebensjahren auch in seinem neuen Palast zahlreiche illustre Gäste, zu denen auch der Maler Francisco de Goya und der Komponist Luigi Boccherini gehörten.
Bereits kurz nach dem Tod des Bauherren (1785) wurde der Palast nicht mehr genutzt; sämtliches Mobiliar wurde entfernt. In der napoleonischen Zeit diente er zeitweise als Truppenlager, später dann als Priesterseminar. Seit 1988 gehört er der Gemeinde, die aber auch noch keine realisierbaren Vorstellungen bezüglich seiner weiteren Nutzung hat.

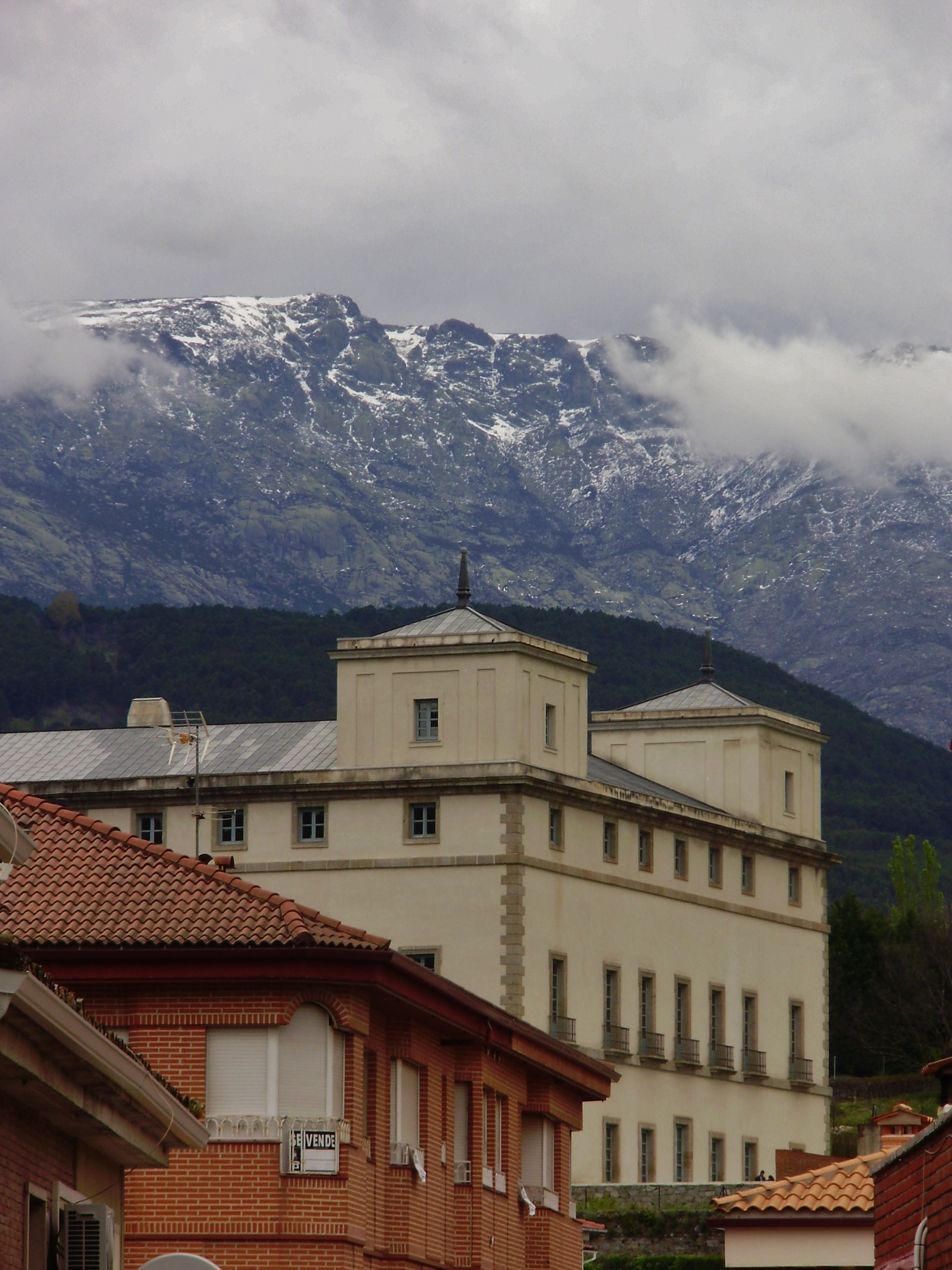
Der Palacio de la Mosquera am Ortsrand von Arenas de San Pedro zu Füßen der Sierra de Gredos

## Architektur
Die Architektur des Bauwerks erinnert – mehr noch als der Palast in Boadilla del Monte – an den Escorial: Eine klare und schnörkellose Linienführung bestimmt das dreigeschossige und von Ecktürmen überhöhte Äußere. Vertikale Gliederungselemente wie Risalite oder Lisenen fehlen; als horizontale Gliederungen werden zwei zurückhaltend dimensionierte Gesimse eingesetzt. Die Rahmungen der Fenster und des kaum hervorgehobenen Eingangsportals sind einfach und dekorlos.
In der Mitte des vierseitigen und beinahe gefängnisartig karg wirkenden Innenhofs steht ein Brunnen mit einer Pyramide – auch hier also ein völliger Verzicht auf die in der damaligen Zeit üblichen figuralen bzw. vegetabilischen barocken Schmuckelemente. Die Pfeiler des Vestibüls sowie die Haupttreppe und die einzelnen Räumlichkeiten sind ebenfalls geprägt von geradliniger Schlichtheit.
Zur Strenge des Bauwerks passt das Gartenparterre mit seinen geometrisch angelegten Beeten. Lediglich ein Portal, das hinunter zum Garten führt, zeigt einen klassizistischen Aufbau mit Säulengliederungen und Rundfenstern (oculi) oberhalb der seitlichen Durchgänge.